# Пятипроцентная оговорка
Пятипроце́нтная огово́рка (нем. Fünf-Prozent-Hürde) — важное условие в избирательной системе Федеральной Республики Германии, регламентирующее количество голосов, поданных на выборах за ту или другую партию, и необходимое для прохождения её кандидатов по партийным спискам.
В 1949—1955 годах для того, чтобы быть допущенной к распределению депутатских мандатов в конкретной федеральной земле, каждая партия должна была набрать более 5% голосов по партийным спискам (так называемых вторых голосов) в этой земле или победить в одном одномандатном округе.
С 1956 года требования ужесточились. Теперь партии должны были преодолевать пятипроцентный барьер в федеральном масштабе или побеждать в 3 одномандатных округах. Именно победа в 3 округах на выборах в бундестаг в 1994 году позволила Партии демократического социализма воспользоваться поданными за неё «вторыми голосами». В противном случае они были бы перераспределены между партиями, преодолевшими пятипроцентный барьер.
Существование подобного барьера, позволяющего отсекать на выборах менее популярные среди избирателей партии, устоялось. Благодаря «пятипроцентной оговорке» радикальные организации как в правом, так и в левом политическом спектре не могут использовать весь комплекс преимуществ, связанных с работой в парламенте, для реализации и популяризации своих программных установок. При этом своего рода льготный режим предоставляется центристским партиям.